# Testament de Moïse
Le Testament de Moïse (aussi appelé Assomption de Moïse) est un apocryphe juif écrit au Ier siècle apr. J.-C. Ce pseudépigraphe est l’œuvre d’un auteur inconnu prenant la parole à la place de Moïse pour adresser ses adieux à son successeur Josué. C’est sous un style littéraire apocalyptique, et en 12 chapitres, que la prétendue-prophétie retrace l’histoire du peuple d’Israël depuis son entrée en Canaan jusqu’à la fin des jours.

## Résumé du livre
Dans les premiers chapitres, Moïse donne à Josué l’histoire du projet de Dieu, et lui explique quelle a été sa place dans ce plan. Il raconte l’histoire de la conquête, du temps des juges, du royaume unifié, puis du royaume divisé (chapitre 2). Il évoque ensuite la chute de Jérusalem et l’exil de tout Israël en terre étrangère (chapitre 3). Enfin, il prédit le retour en Palestine et la reconstruction de Jérusalem (chapitre 4).
Moïse explique alors à Josué la nouvelle trahison d’Israël. Il accuse des rois d’avoir détourné le peuple de son Dieu (chapitre 5). Il mentionne aussi la venue d’un roi et de ses fils qui jugeront Israël (chapitres 6 et 7). La conséquence en sera la destruction partielle du Temple, et la persécution des fidèles (chapitre 8). Les événements cités ici posent des questions d’interprétation et de chronologie.
Au chapitre 9, Moïse raconte l’histoire d’un lévite du nom de Taxo et de ses 7 fils, qui préfèrent mourir que de suivre ces traitres. Le chapitre 10 présente un hymne illustrant la fin des temps pour Israël.
Le livre se termine par un dialogue entre Moïse et Josué. Ce dernier exprime ses craintes face aux prédictions du prophète (chapitre 11). Mais Moïse l’encourage dans un dernier chapitre, en lui assurant que le peuple sera gardé par Dieu, et en lui rappelant les promesses de l’Alliance.

## Manuscrits
La seule copie existante de ce texte est un palimpseste mal conservé datant du VIe siècle apr. J.-C. en latin. Ce manuscrit a été découvert par Antonio Maria Ceriani dans la bibliothèque Ambrosienne de Milan, et publié en 1861,. La fin est manquante, le manuscrit comprend des lacunes et est parfois illisible. Les spécialistes estiment qu’entre un tiers et la moitié du texte d’origine a été perdu.

## Identification
Des sources juives et chrétiennes du début de notre ère citent le Testament de Moïse et l’Assomption de Moïse dans des listes de livres non canoniques. À la découverte du manuscrit, Ceriani l’avait identifié comme étant celui de l’Assomption de Moïse. Le Concile de Nicée cite des passages du manuscrit comme « étant écrit dans le livre de l’Assomption de Moïse ». Il a communément été adopté depuis que ce manuscrit était l’Assomption de Moïse.
Cependant, le texte décrit la mort naturelle de Moïse, et un discours d’adieu, typique du genre littéraire testamentaire. Mais comme le manuscrit est incomplet, il est impossible de dire avec certitude s’il correspond au Testament de Moïse, ou à l’Assomption de Moïse. Peut-être que la partie perdue permettrait de conclure qu’il s’agit bien de l’Assomption. Mais nous ne l’avons pas. C’est pourquoi la plupart des commentateurs,, identifient le texte au Testament de Moïse, de par la nature et le contenu du livre.

## Langue
Il est apparu évident aux premiers commentateurs du texte que le manuscrit en latin est une traduction du grec (termes grecs en translittération, construction syntaxique…). Après des recherches postérieures, il semblerait que le texte grec ait été lui-même traduit d’un original en langue sémitique (hébreu ou araméen). Cette position est universellement acceptée. La plupart des commentateurs optent pour une version originale en hébreu,.

## Date
Depuis ces dernières années, la plupart des chercheurs admettent que le Testament de Moïse a été rédigé entre 7 et 30 apr. J.-C, dans sa forme finale au moins.
Ce consensus est le fruit d’un débat d’interprétation, car l’auteur ne nomme pas les protagonistes essentiels, et décrit seulement leurs actes. Ainsi, la difficulté majeure des chercheurs est d’établir des connexions entre ce que nous connaissons de l’histoire et les prédictions du pseudo-Moïse, pour arriver à des conclusions de rédactions.
Le texte décrit par exemple la persécution des juifs sous Antiochus IV Épiphane (168-165 av. J.-C.), le règne et la mort d’Hérode le Grand (37-4 av. J.-C.), la destruction partielle du Temple de Jérusalem (4 av. J.-C). Comme le livre ne mentionne pas la destruction totale du Temple, les commentateurs établissent un terminus ad quem du texte en 70 apr. J.-C. Les données sur la durée du règne d’Hérode et des indications sur ses fils permettent de conclure que le livre a été écrit durant les trois premières décennies du Ier siècle apr. J.-C.
La difficulté de cette proposition réside dans le fait qu’elle implique un problème de chronologie : Hérode le Grand est mentionné avant Antiochus IV. Charles pense résoudre le problème en supposant qu’un rédacteur ait disloqué le texte et l’ait réarrangé volontairement, alors qu’initialement, les chapitres 6-7 venaient après les chapitres 8-9. Aujourd’hui, les commentateurs pensent que le problème de chronologie peut se résoudre par le simple fait que l’œuvre ne soit pas historique, mais apocalyptique. Il n’était donc pas dans l’intention de l’auteur de donner des faits historiques, mais de délivrer un message qui explique le présent, et rassure sur l’avenir et la fin des temps.
Des chercheurs, n’ont pas été convaincus par cette théorie, et pensent que la mention d’Hérode est une interpolation dans un document qui a son origine dans la période maccabéenne. Le livre aurait été écrit entre 168 et 165 av. J.-C. D’autres encore pensent qu’il n’est pas question d’Hérode le Grand dans les chapitres 6 à 7, mais du règne hasmonéen d’Alexandre Jannée et de sa femme Salomé Alexandra (103-76 av. J.-C). Ainsi, sans s’appuyer sur la théorie de l’interpolation, le texte serait entièrement le fruit d’un auteur qui aurait vécu durant la période maccabéenne.

## Provenance
Il est largement reconnu que l’ouvrage a une origine judéenne. L’auteur lui-même ne peut être identifié. Mais beaucoup ont fait des propositions quant à la communauté de l’auteur. Priest cite les 3 les plus pertinentes :
- Les Hassidéens (de l’hébreu hassid), un parti politique de juifs pieux du temps des Maccabées. Mais ce groupe était si vaste qu’il est difficile aujourd’hui de repérer des caractéristiques idéologiques précises qui le rende identifiable. De plus, cette proposition dépend de la datation du texte. Priest pense que le livre présente une perspective générale d’un hassidisme tardif.
- Charles[22] estime que l’auteur vient d’une branche du pharisaïsme. L’auteur serait un pharisien quiétiste luttant contre la tendance nationaliste de son parti. C’est la thèse traditionnellement adoptée.
- Après la découverte des grottes de Qumrân, des commentateurs[23] ont estimé que l’auteur serait issu de la communauté des esséniens. Bien qu’aucun manuscrit du Testament de Moïse n’ait été trouvé dans ces grottes, les commentateurs ont trouvé des parallèles intéressants, et des affinités idéologiques, plus grandes qu’avec aucun autre groupe connu du judaïsme de l’époque.

Le judaïsme de l’époque étant pluriel, il est difficile de démontrer l’origine de l’auteur, avec suffisamment de preuve pour en faire une conclusion sûre.

## Importance théologique
La théologie du Testament de Moïse n’est pas originale. Le livre reflète classiquement un déterminisme apocalyptique déjà présent dans le Deutéronome (le mauvais sera puni, le juste sera récompensé). Le livre s’inscrit bien dans le style littéraire apocalyptique : son objectif est de donner de l’espoir à ceux qui sont oppressés et désespérés. L’argument central pour fonder cet espoir est l’assurance de l’auteur dans les promesses de l’alliance de Dieu.
Le Testament comporte tout de même deux notions nouvelles pour l’époque :
- « Car Il [le Seigneur] a créé le monde pour son peuple [24] ». La vision du monde crée pour le juste[25], ou pour l’humanité[26], est présente dans d’autres apocryphes contemporains ou plus tardifs.
- « C’est pourquoi Il [le Seigneur] m’a imaginé et m’a inventé, moi qui dès le commencement du monde ai été préparé, pour être le médiateur de Son Alliance[27]. » Il est difficile de savoir si l’auteur croyait en la préexistence des âmes, ou si cette affirmation ne montre que le poids du rôle de Moïse dans l’histoire d’Israël. De plus, le terme « médiateur » n’a jamais été donné à Moïse dans l’Ancien Testament. Cependant, de nombreux portraits de lui le présentent dans ce rôle, et cette désignation est connue dans des textes du premier siècle.

L’histoire de Taxo, au chapitre 9, a aussi une implication théologique. La thèse de C. J. Lattey est que Taxo est une figure messianique : le juste qui souffre et dont la mort précipite la vengeance de Dieu. Le martyre est dans ce cas pour une fin eschatologique. Cependant, les martyres des livres des Maccabées étaient pris comme exemples, ou comme un appel à la repentance, ou ils mourraient pour expier le péché d’une communauté. Ils ne sont jamais décrits comme pour susciter la vengeance de Dieu. De plus, l’idée du juste qui souffre et provoque la vengeance divine est unique dans l’enseignement du Testament de Moïse. La plupart suggèrent donc que l’histoire de Taxo est l’histoire d’un martyre typique, qui a sa place dans le discours pour introduire la prédiction sur la fin des temps (au chapitre suivant). Ainsi, il est toujours question de vengeance divine, mais orchestrée par Dieu uniquement.

## Relation aux autres livres
Les chercheurs ont trouvé des influences et des allusions dans le Testament de Moïse à des livres de l’Ancien Testament, du Nouveau Testament, et à d’autres pseudépigraphes.

### Relation aux livres de l’Ancien Testament
Le Testament de Moïse est étroitement lié à Deutéronome 31-34 (grandes lignes, allusions spécifiques, perspectives théologiques). Les textes sont d’ailleurs tellement similaires que certains ont considéré le livre comme une réécriture. L’influence est telle qu’il paraît évident que l’auteur s’en soit servi comme modèle, et se le soit approprié à son contexte historique.
Le chapitre 4 contient une prière faite par « quelqu’un qui est au-dessus d’eux ». Comme la prière qui suit est similaire à celle de Dn 4.4-19, cette personne a été identifiée à Daniel par les commentateurs.

### Relation aux livres du Nouveau Testament
De nombreuses suggestions ont été faites, mais la plupart des commentateurs voient seulement une allusion possible avec la lettre de Jude.

### Relation aux livres non canoniques
On trouve des similarités verbales entre le Testament de Moïse et des manuscrits de Qumrân, ainsi que des intérêts communs. Mais la théologie globale diffère. Certains supposent donc que l’auteur ait eu un lien avec ce groupe, sans en faire partie. Les commentateurs trouvent aussi des liens avec les autres apocryphes. Mais la difficulté de datation, et de référence commune à l’Ancien Testament (beaucoup d’apocryphes ont des développements parallèles à partir des mêmes références de l’Ancien Testament), ne permettent pas de savoir si le Testament de Moïse a réellement eu une influence sur ces écrits.